# Crkveni kor
Kor je, u kršćanskoj crkvi, prvotno prostor u istočnom dijelu građevine koji završava apsidom, određen za pjevače i svećenstvo. Obično je povišen i ogradom odijeljen od vjernika. U sredini kora je oltar, a postrance i iza oltara nalaze se u katedralnim i samostanskim crkvama korska sjedala za svećenike, koja su u gotici i renesansi bogato izrezbarena (kod nas u Poreču, Rabu, Zadru, Trogiru, Splitu, itd.). U kasnijem razdoblju (barok), uvođenjem velikih orgulja i laičkih pjevačkih zborova gradi se iznad ulaza u crkvu, nasuprot oltaru, povišen prostor (pjevalište) koji se također zove kor. U bizantskim crkvama funkciju kora imaju katkada polukružno isturene bočne prostorije – pijevnice.

## Također pogledajte
- Crkveni namještaj